# تاماكي أوتشياما
تاماكي أوتشياما (内山 環) (13 ديسمبر 1972 في هيوغو في اليابان – )؛ هي لاعبة كرة قدم كانت تلعب كمهاجم. ولعبت مع منتخب اليابان لكرة القدم للسيدات.

## وصلات خارجية
- تاماكي أوتشياما على موقع الاتحاد الدولي (مؤرشف)  (الإنجليزية)
- تاماكي أوتشياما على موقع قاعدة بيانات كرة القدم.إي يو (الإنجليزية)
- تاماكي أوتشياما على موقع Soccerway.com (الإنجليزية)
- تاماكي أوتشياما على موقع عالم كرة القدم.نت (الإنجليزية)
- تاماكي أوتشياما على موقع اللجنة الأولمبية الدولية (الإنجليزية)
- تاماكي أوتشياما على موقع أوليمبيديا (الإنجليزية)